# フーベルト・シュワルツ
フーベルト・シュワルツ（Hubert Schwarz、1960年9月13日 - ）は、ドイツ、バイエルン州ローゼンハイム郡Oberaudorf出身の元ノルディック複合、スキージャンプ選手。

## プロフィール
現役時代はOberaudorf のスキークラブに所属し1980年代に国際大会で活躍した。特にジャンプを得意としていた。
1977/78シーズンのジャンプ週間で国際大会にデビューし総合28位となった。
1979年のノルディックスキージュニア世界選手権ノルディック複合で銅メダルを獲得し頭角を現すと1980年レークプラシッドオリンピック に19歳で出場、ジャンプ70m級25位90m級41位、複合では9位となった。
1982年の世界選手権では団体4位、1984年サラエボオリンピック個人で24位、1984年ノルディックスキー世界選手権団体では5位となった。
1985年ノルディックスキー世界選手権団体と1988年カルガリーオリンピック団体で金メダルを獲得、1989年ノルディックスキー世界選手権団体では7位となった。
ノルディック複合・ワールドカップでは通算1勝（2位3回3位2回）をあげ、総合では1984/85シーズンに3位となったのが自己最高位である。
現在はドイツスキー連盟(Deutscher Ski-Verband)の職員である。